# Sindicat Nacional de l'Espectacle
El Sindicat Nacional de l'Espectacle va ser una organització sindical creada a Espanya que tenia funció per als cineastes d'aquest país.Fundat en 1942, va mantenir la seva existència fins a la seva desaparició en 1977.

## Història
Fou creat per la Llei del 23 de juny de 1941, tot i que la seva existència era anterior, ja que durant la guerra civil la SGAE majoritàriament va donar suport al bàndol revoltat. Es va organitzar segons els principis corporativistes en què es basava la falange i el seu primer cap fou el falangista Tomás Borrás y Bermejo, amic personal de Ramiro Ledesma Ramos i representant del sectors més socialitzants de Falange Espanyola de les JONS. El 1943, però, fou substituït per Francisco Casares, més conservador i lleial a Franco. La seva activitat començaria amb les primeres eleccions sindicals del 22 d'octubre de 1944.
Durant el franquisme el SNE concedia l'anomenat crèdit sindical cinematogràfic, que a vegades podia constituir el 40% del pressupost total de la pel·lícules; això va provocar que molts productors tractessin de complaure els criteris del règim quant al format i contingut de les pel·lícules. El sindicat també va quedar a càrrec de l'aprovació —i posterior concessió de llicència— per a l'obertura de sales de cinemes.

## Estructura i organitzacions adjuntes al sindicat
La cúpula estava formada per la Junta Sindical Nacional, controlada pel cap del SNE i que incloïa al Secretari General, els caps i tècnics de les diverses agrupacions que conformaven el sindicat, cinema, teatre etc, i dos membres de la SGAE. Posteriorment el grup de cinematografia tenia la seva Agrupació Sindical de Grup, formades pels vocals de les sis zones en què s'havia dividit el país: Madrid, Barcelona, València, Sevilla, Bilbao i la Corunya. Al capdavall hi havia els Serveis Sindicals, formats per Drets d'Autor (SGAE), Previsió i Propaganda, Inspecció Nacional i la Xarxa Provincial i Nacional del SNE.
Entre les organitzacions que formaven part del sindicat hi havia:
- Unió de Treballadors i Tècnics.
- Agrupació Nacional de Circ, Varietats i Folklores.
- Agrupació Sindical de Músics Espanyols.[5][6]

## Premis del Sindicat Nacional de l'Espectacle
El Sindicat Nacional de l'Espectacle va establir uns Premis Nacionals de Cinematografia a partir d'abril de 1941 per tal de promoure la producció cinematogràfica nacional. Des del 1942 es va establir que els premis tinguessin dotació econòmica, establint dos premis de 400.000 pessetes, 4 de 250.000 pessetes i dos o tres premis de 100.000 pessetes. sumant un total d'entre dos i tres milions de pessetes.

## Presidents
- Tomás Borrás y Bermejo (1942-1943)
- Francisco Casares Sànchez (1943-1944)
- David Jato Miranda (1944-1951)
- Jesús Suevos Fernández-Jove (feb-oct 1951)
- Manuel Casanova Carrera (1951-1956)
- Francisco Gómez Ballesteros (1956-1961)
- José Farré de Calzadilla (1961-1968)
- Jorge Jordana de Pozas y Fuentes (1968-1970)
- Juan José Rosón Pérez (1970-1974)
- Jaime Campmany y Díez de Revenga (1974-1977)